# Pièce de 5 cents Liberty Head
Le Liberty Head nickel, parfois nommé le V nickel en raison de la dénomination en chiffre romain sur son revers, est une pièce de cinq cents américaine qui est frappée de 1883 à 1912. 
La pièce de cinq cents originale, le Shield nickel, a posé des problèmes de production dès ses débuts et, dans les années 1880, l'United States Mint (la Monnaie américaine) cherche à le remplacer. Le chef graveur  de la Monnaie Charles E. Barber est chargé de préparer des dessins pour des pièces de un, trois et cinq cents. Cependant, seule la pièce de cinq cents est approuvée et entre en production en 1883. Pendant près de trente ans de grandes quantités de ces pièces vont être frappées pour répondre aux besoins du commerce et en particulier pour les automates à monnaie qui deviennent de plus en plus populaires.
À partir de 1911, la Monnaie commence à travailler sur un nouveau design, appelé à remplacer le Liberty Head. C'est le Buffalo nickel qui est choisi pour prendre la suite et qui est produit à partir de février 1913. Cependant, cinq Liberty Head au moins ont été frappés, clandestinement, en 1913. On ne sait pas exactement dans quelles circonstances elles furent frappées, mais elles comptent aujourd'hui parmi les pièces les plus chères au monde, l'une d'entre elles ayant été vendue aux enchères, en 2010, pour 3 737 500 $.

## Contexte
L'industriel Joseph Wharton jouit d'un quasi-monopole sur l'exploitation minière du nickel aux États-Unis et a obtenu, grâce à ses appuis politiques au Congrès, que ce métal soit incorporé dans la fabrication des pièces de monnaie, la première étant le Shield nickel en 1866. Cette nouvelle pièce s'avère difficile à produire, en raison de la dureté du flan, les pièces ne sont pas de bonne qualité et la durée de vie des matrices de frappe est courte. Son design est modifié, début 1867, dans l'espoir d'éliminer certains problèmes de production, sans grand succès. La Monnaie considère dès lors son remplacement. Cependant, le Shield nickel reste en production. La frappe du Shield nickel étant ralentie et celle de la Three-cent piece (également en cuivre-nickel) quasi moribonde, Wharton cherche à augmenter ses ventes de nickel à la Monnaie des États-Unis. Alors que les pièces en cuivre-nickel ne sont produites qu'en petit nombre, le cent en bronze représente une partie importante de la production de la Monnaie, et Wharton commence à faire pression pour que cette pièce soit réalisée, elle aussi, dans cet alliage.
En 1881, ce lobbying conduit le directeur de la Monnaie A. Loudon Snowden à demander à son chef Graveur Charles Barber de produire une série uniforme de nouvelles pièces de un, trois et cinq cents. Snowden informe Barber que les modèles proposés doivent porter sur l'avers une classique tête de la liberté portant la légende « Liberty » et la date. Sur le revers doit figurer une couronne de blé, coton et maïs entourant un chiffre romain représentant la dénomination de la pièce; ainsi la pièce de cinq cents doit porter le chiffre romain « V ». Le cent doit voir sa taille diminuée à 16 millimètres et son poids à 1,5 gramme et la pièce de trois cents portée à 19 millimètres pour un poids de 3 grammes. Le Nickel quant à lui conserve son poids de 5 grammes, mais son diamètre doit être porté à 22 millimètres.

## Design
Barber réalise les dessins nécessaires et un assez grand nombre de spécimens sont frappés. Sur l'avers on trouve un portrait similaire à celui qui va être finalement adopté, avec « United States of America » et la date. Le revers présente la couronne requise entourant le « V » et aucun autre lettrage. Un spécimen plus tardif, cette même année, comporte sur le revers les mots « In God We Trust ». Snowden décide que les pièces de un et trois cents proposées sont trop petites pour être mises en circulation. Barber poursuit ses travaux sur le Nickel, avec une taille ajustée à 21,21 mm. Il  retravaille son dessin, en 1882, ajoutant: « E Pluribus Unum » sur le revers. Une autre variante, avec cinq encoches équidistantes sur la tranche, est frappée comme spécimen, mais n'est pas adoptée. Ce « Blind Man's nickel » (Nickel de l'aveugle) est frappé à la demande du représentant au Congrès et ancien général William S. Rosecrans, qui s'inquiète pour ses anciens compagnons d'armes devenus aveugles au combat ou en raison de maladies.
Fin 1882 les dessins de Barber sont approuvés par les autorités de la Monnaie et 25 spécimens sont envoyés à Washington pour l'approbation de routine du secrétaire au Trésor Charles J. Folger. À la surprise de Snowden, Folger rejette le design. Il s'est rendu compte que la loi exige qu'« United States of America » apparaisse sur le revers et non sur l'avers des pièces. Il a consulté le président Chester Arthur, qui a confirmé son opinion. Snowden suggère qu'une exception soit faite, mais Folger refuse, et Barber modifie ses dessins en conséquence. Le projet révisé est approuvé et la pièce est prête à être frappée, début 1883.

## Frappe et mise en circulation
| |  |  |
| Revers du Liberty Head nickel (à gauche) sans le mot « cents » et la version révisée de juin 1883 (à droite) |  |  |

La frappe des nouvelles pièces commence le 30 janvier 1883 et la Monnaie met les premières en circulation le 1er février. Snowden, préoccupé par des rapports faisant état de spéculation sur les Shield nickels de 1883, reçoit l'autorisation, le 6 février, de poursuivre leur production, pendant plusieurs mois, en parallèle avec les nouvelles pièces.
Il n'a pas été jugé nécessaire d'inscrire le mot « cents » sur le Nickel. La Three-cent piece en argent et celle en cuivre-nickel avaient circulé pendant des années portant seulement le chiffre romain « III » pour indiquer leur dénomination. Des fraudeurs entreprenants se sont vite rendu compte que le nouveau Nickel était proche par son diamètre de la pièce en or de cinq dollars, le Half Eagle (dont le diamètre est de 22,5 mm). Une fois, le Liberty Head nickel plaqué or, il peut passer pour une pièce de cinq dollars. Certaines pièces sont même cannelées sur leur tranche, pour les faire davantage ressembler aux pièces d'or. Une légende raconte que l'un des auteurs de cette fraude serait un homme du nom de « Josh Tatum ». Il se rendrait dans un magasin, choisirait un objet valant cinq cents ou moins, et paierait avec la pièce plaquée or, le marchand lui rendant 4,95 $ en monnaie. Selon la légende, il n'aurait pu être condamné par un tribunal, car il n'aurait fait que payer la valeur de son achat et accepté la monnaie en cadeau. Selon certains témoignages, Tatum aurait été sourd-muet et n'aurait donc pas tenu des propos visant à induire les commerçants en erreur.
Le placage des Nickels provoque bien-sûr la consternation à la Monnaie et conduit à l'arrêt immédiat de la production des Liberty Head. Barber doit modifier sa conception, ce qu'il fait, en déplaçant certains éléments afin de faire une place au mot « cents » au revers de la pièce. La version révisée est mise en circulation le 26 juin 1883, date à laquelle la production du Shield nickel est finalement arrêtée. Le public se met alors à thésauriser les « Centless nickels » (ceux qui ne portent pas le mot « cent » sur le revers). Des rumeurs courent selon lesquelles le Département du Trésor va rappeler ces Centless nickels et qu'ils vont devenir rares.

## Production
La production des Liberty Head nickels est importante en 1883 et 1884, puis beaucoup plus faible en 1885 et 1886. Cela est dû à un ralentissement économique qui réduit la demande en pièces de monnaie. La production de 1886 est également moindre en raison de la décision du Trésor de rééditer un grand nombre de pièces mineures usées. Ce n'est qu'en septembre 1886 que la Monnaie reprend la pleine production de la pièce. En 1887, la Monnaie est submergée de commandes, et doit fondre de grandes quantités d'anciennes pièces en cuivre-nickel pour répondre à la demande. Malgré ces efforts, la Monnaie est forcée de refuser de nombreuses commandes. La demande reste forte jusqu'en 1894, lorsque la Monnaie suspend temporairement la production car elle a accumulé un surplus lors de la panique de 1893.

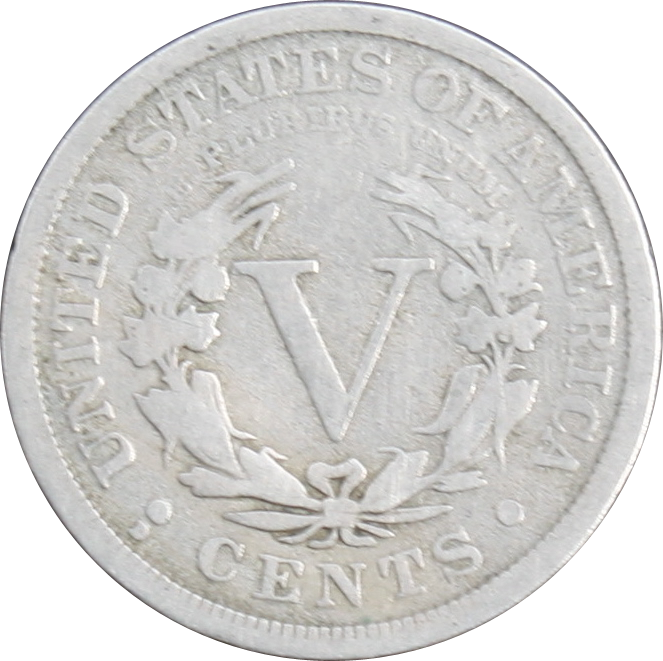
Un 1912-D nickel (la marque « D » pour Denver se trouve en bas à gauche, près du point).

Le Coinage Act of 1890 retire de la circulation un certain nombre de dénominations obsolètes, y compris la three-cent piece. Une autre loi du Congrès, est également promulguée le 26 septembre 1890. Elle exige qu'une pièce de monnaie ne soit pas modifiée jusqu'à ce qu'elle ait été en circulation pendant 25 ans, à moins que le Congrès n'autorise ce changement. Cependant, la seconde loi stipule que rien n'empêche la refonte de la pièce de cinq cents et du dollar en argent  « dès que possible après l'adoption de la présente loi ». En 1896, des spécimens de Nickels sont frappés, pour la première fois depuis 1885, et des pièces trouées sont testées. Ces pièces, qui présentait un simple bouclier avec des flèches croisées derrière lui, sont frappées en réponse à une résolution de la Chambre des représentants demandant au secrétaire au Trésor de lui faire un rapport sur les avantages et les inconvénients de l'utilisation de différents alliages pour la monnaie. Aucun spécimen de Nickel n'est ensuite frappé avant 1909.
Au tournant du siècle on assiste à une demande sans précédent de Nickels. L'économie est en plein essor et l'utilisation des Nickels dans les distributeurs automatiques et autres machines à sous est en plein essor. En 1900, le directeur de la Monnaie George E. Roberts demande au Congrès d'accorder à son institution l'autorisation d'acheter plus de métaux de base, afin de produire davantage de Nickels et de Cents. La même année, la gravure du Liberty Head est légèrement modifiée, certaines des feuilles sur le revers sont allongées. Ce changement a eu lieu lors de l'introduction d'une nouvelle machine permettant de produire les matrices. La demande de pièces de monnaie reste forte. En Mars 1911, le magazine Mehl's Numismatic Monthly indique que la Monnaie travaille vingt-quatre heures par jour pour produire Cents et Nickels et que même ainsi elle ne parvient pas à satisfaire la demande.
Les directeurs de la Monnaie, dans leurs rapports annuels, ont longtemps demandé l'autorisation de frapper Cents et Nickels dans tous les établissements de la Monnaie. De par la loi, ils ne peuvent alors être frappés qu'à Philadelphie. Le 24 avril 1906, cette restriction est levée, et les premières pièces d'un cent sont frappées à San Francisco, en 1908, et à Denver, en 1911. Les Nickels sont frappés pour la première fois, en 1912, à chacune des deux succursales de la Monnaie. Le « 1912-S nickel » (« S » pour San Francisco) n'est frappé qu'à la veille de Noël, et seulement pendant quatre jours ouvrables. Un 1912-S nickel, l'un des quarante premiers, est utilisé par l'ancien maire de San Francisco, James D. Phelan, pour acheter le premier ticket du premier tramway électrique de la ville le 28 décembre 1912. À l'exception du Nickel de 1913, le 1912-S, qui n'a été frappé qu'à 238 000 exemplaires, est de loin le plus rare de la série.

## Remplacement
| Année             | Marque de la Monnaie | Tirage     |
| ----------------- | -------------------- | ---------- |
| 1883 sans 'CENTS' |                      | 5 479 519  |
| 1883 avec 'CENTS' |                      | 16 032 983 |
| 1884              |                      | 11 273 942 |
| 1885              |                      | 1 476 490  |
| 1886              |                      | 3 330 290  |
| 1887              |                      | 15 263 652 |
| 1888              |                      | 10 720 483 |
| 1889              |                      | 15 881 361 |
| 1890              |                      | 16 259 272 |
| 1891              |                      | 16 834 350 |
| 1892              |                      | 11 699 642 |
| 1893              |                      | 13 370 195 |
| 1894              |                      | 5 413 132  |
| 1895              |                      | 9 979 884  |
| 1896              |                      | 8 842 920  |
| 1897              |                      | 20 428 735 |
| 1898              |                      | 12 532 087 |
| 1899              |                      | 26 029 031 |
| 1900              |                      | 27 255 995 |
| 1901              |                      | 26 480 213 |
| 1902              |                      | 31 489 579 |
| 1903              |                      | 28 006 725 |
| 1904              |                      | 21 404 984 |
| 1905              |                      | 29 827 276 |
| 1906              |                      | 38 613 725 |
| 1907              |                      | 39 214 800 |
| 1908              |                      | 22 686 177 |
| 1909              |                      | 11 590 526 |
| 1910              |                      | 30 169 353 |
| 1911              |                      | 39 559 372 |
| 1912              |                      | 26 236 714 |
| 1912              | D                    | 8 474 000  |
| 1912              | S                    | 238,000    |
| 1913              |                      | 5 (connus) |

En 1909, la Monnaie considère la possibilité de remplacer le Liberty Head nickel. Dans une tentative visant à moderniser la monnaie, les pièces libellées en cent et celles en or sont redessinées. Des artistes de renom, extérieurs à la Monnaie, obtiennent mandat de fournir les dessins des nouvelles pièces de monnaie, au grand dam de Barber. Le directeur de la Monnaie Frank A. Leach, qui est  un admirateur du travail de Barber, lui demande également de concevoir des modèles prêts à être frappés comme spécimens. Barber réalise un dessin montrant la tête de Washington. Les journaux rapportent que les nouvelles pièces pourraient être émises d'ici fin 1909. En juillet de cette même année, cependant, Leach démissionne, ce qui met un terme, pendant un temps, à cette velléité de changement.
Le 4 mai 1911, Eames MacVeagh, fils du secrétaire au Trésor Franklin MacVeagh écrit à son père:
« Une petite question, qui me semble avoir été négligée par vous tous, est l'occasion d'embellir le design du nickel ou pièce de cinq cents au cours de votre mandat, et qui, me semble-t-il, serait un souvenir permanent d'un genre plus qu'attrayant. Comme vous le savez peut-être, il s'agit de la seule pièce dont vous pouvez changer le design au cours de votre administration, car je crois qu'il existe une loi indiquant que les designs ne doivent être changés que tous les vingt-cinq ans. Je pense aussi qu'il s'agit de la pièce dont le plus grand nombre d'exemplaires est en circulation. »
Peu de temps après, le secrétaire adjoint au Trésor Abram Andrew annonce que la Monnaie va solliciter de nouveaux designs. Le célèbre sculpteur James Earle Fraser est approché par les fonctionnaires du Trésor, qui ont été impressionnés par ses réalisations. Le directeur de la Monnaie George E. Roberts demande à Fraser un design comportant un buste de Lincoln. Il le réalise, principalement pour plaire à Roberts, mais Fraser développe parallèlement une maquette représentant un Amérindien sur l'avers et un bison américain sur le revers. Ce design reçoit l'approbation préliminaire de MacVeagh le 13 janvier 1912, et il va bientôt être connu sous l'appellation de Buffalo nickel. 
À la fin juin, Fraser termine son dessin définitif. Les spécifications du nouveau Nickel sont fournies à la Hobbs Manufacturing Company, un fabricant de distributeurs automatiques, qui, à la suite d'une réunion avec Fraser au début de novembre, estime que les nouvelles pièces vont probablement se coincer dans les machines. À la demande de la société, Fraser prépare une version révisée, mais le secrétaire MacVeagh la rejette au motif que ces modifications compromettent le design, dont il est un grand admirateur.
Le 13 décembre 1912, Roberts avertit le personnel de la Monnaie de ne prendre aucune mesure en vue de la frappe des pièces de cinq cents pour 1913 jusqu'à ce que les nouveaux modèles soient prêts. Il arrête la production du Liberty Head nickel à la Philadelphia Mint le jour même. Un changement mineur est apporté au dessin du Buffalo afin de satisfaire en partie la Hobbs Company, qui a fourni une longue liste de modifications qu'elle souhaite voir apportées à la pièce. Le 15 février 1913, moins de trois semaines, avant qu'il ne quitte ses fonctions, à la suite de l'élection du président Woodrow Wilson, McVeagh écrit à Roberts, notant qu'aucun autre fabricant de distributeurs automatiques ne s'est plaint de la nouvelle pièce. Le secrétaire au Trésor conclut que tout a été fait pour satisfaire la Hobbs Company et ordonne que le nouveau Nickel soit mis en production.

## 1913

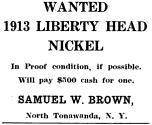
Annonce placée par Brown dans The Numismatist, en décembre 1919.

La première information mentionnant qu'un Liberty head nickel aurait été frappé en 1913, paraît en décembre 1919, le collectionneur et marchand de pièces Samuel W. Brown place des annonces dans les publications numismatiques, offrant d'acheter ces Nickels. En août 1920, Brown présente une telle pièce lors de la convention annuelle de l'American Numismatic Association (ANA). Brown raconte qu'une matrice avait été préparée pour les Liberty Head nickels de 1913 et quelques pièces avait été réalisée pour tester la matrice. Il s'est alors avéré, que Brown possédait cinq pièces, qu'il a finalement vendu. Après avoir passé quinze ans dans les mains de l'excentrique colonel Edward H. R. Green, le célèbre collectionneur de la région de Fort Worth au Texas, puis les pièces sont dispersées en 1943. Aujourd'hui, deux d'entre elles sont exposées, l'une à la Smithsonian Institution à Washington et l'autre au ANA's Money Museum  à Colorado Springs, tandis que les trois autres sont la propriété de privés. Le prix le plus élevé enregistré pour un Liberty Head nickel de 1913 est de 3 737 500 $, atteint en janvier 2010, dans une vente aux enchères en Floride. La dernière vente d'un Liberty Head nickel de 1913 a eu lieu en avril 2013 pour plus de 3,1 millions de dollars.
On ne sait ni combien de Nickel de 1913 ont été produits, ni comment, ni par qui. Les dossiers de la Monnaie n'indiquent aucune production de Liberty Head nickels en 1913, ni aucune autorisation d'en frapper. Des matrices avaient été préparées à l'avance et envoyées en Californie pour la production des 1913-S Liberty Head, mais sur instructions de Roberts elles ont été renvoyées à Philadelphie. Reçues le 23 décembre, elles ont certainement été détruites début janvier 1913. Brown avait été employé à la Monnaie de Philadelphie (bien que ce fait soit ignoré jusqu'en 1963) et de nombreuses théories concentrent les soupçons sur lui.